# JL-1
JL-1 foi uma linha de mísseis balísticos intercontinentais da China, foi o primeira de sua categoria.

## Historia
O JL-1 começou a ser projetado em 1967, o projeto detalhado foi entregue em 1970, tendo o primeiro teste em um terreno no dia 30 de abril de 1982, o primeiro teste subaquático ocorreu no dia 12 de outubro de 1982, o designer geral do míssil foi Huang Heilu.
O JL-1 foi implantado nos  submarinos Daqingyu.

## Referencias
- Robert Norris, Burrows, Andrew, Fieldhouse, Richard "Databook Armas Nucleares, Volume V, britânicos, franceses e chineses Armas Nucleares, de São Francisco, Westview Press, 1994, ISBN 0-8133-1612-X
- Lewis, John Wilson e Xue Litai ", Seapower Estratégico da China: A política de modernização da força na Era Nuclear", Stanford, 1994.